# Найхен
Найхен (нім. Neichen) — громада в Німеччині, розташована в землі Рейнланд-Пфальц. Входить до складу району Вульканайфель. Складова частина об'єднання громад Кельберг.
Площа — 2,95 км2. Населення становить 139 ос. (станом на 31 грудня 2020).